# Супербоул LVIII
Супербоул LVIII (англ. Super Bowl LVIII) — решающий матч Национальной футбольной лиги в сезоне 2023 года. Игра прошла 11 февраля 2024 года на «Эллиджент Стэдиум» в Парадайсе, Невада. В ней приняли участие чемпион Национальной футбольной конференции (НФК) — «Сан-Франциско Форти Найнерс» и чемпион Американской футбольной конференции (АФК) — «Канзас-Сити Чифс».
Игра стала повторением Супербоула LIV и завершилась в дополнительное время со счётом 25–22 в пользу «Чифс», которые стали первой командой за последние 20 лет выигравшей подряд два Супербоула после успеха «Нью-Ингленд Пэтриотс» в сезонах 2003 и 2004.
Это был первый Супербоул, который прошёл в штате Невада. Помимо этого третий год подряд Супербоул проводился на западе США после городов Инглвуда (штат Калифорния) в 2022 году и Глендейла (штат Аризона) в 2023 году.
Поскольку это было четвёртое участие «Чифс» в Супербоуле и третья победа за пять лет, аналитики пришли к выводу, что эта игра утвердила их в статусе команды доминирующей в лиге. Это был второй Супербоул, исход которого решился в дополнительное время, первым стал Супербоул LI семь лет назад. Квотербек «Чифс» Патрик Махоумс был назван самым ценным игроком Супербоула (MVP), выполнив 34 из 46 передач на 333 ярда, сделав два тачдауна и один перехват. Посещаемость матча составила 61 629 человек, что стало самым малым количеством зрителей в истории Супербоула, не считая Супербоул LV во время пандемии COVID-19.
Игра транслировалась по национальному телевидению на канале CBS, на стриминговом сервисе Paramount+, альтернативно транслировалась на дочерней сети Nickelodeon, ориентированной на детскую аудиторию и по испаноязычной сети Univision. Это также была вторая одновременная трансляция в истории Супербоула после Супербоула I. Супербоул LVIII стал самой просматриваемой программой в истории американского телевидения: в общей сложности 123,4 миллиона зрителей на всех платформах, что побило средний рекорд в 115,1 миллиона зрителей, установленный Супербоулом в прошлом году. У игры была самая высокая общая аудитория в истории по числу уникальных просмотров: более 200 миллионов зрителей смотрели всю игру или её часть.

## Место проведения

### Выбор стадиона
Первоначально местом проведения Супербоула LVIII НФЛ 23 мая 2018 года выбрала Новый Орлеан на основе регламента, действовавшего с Супербоула LVI. Раньше решение о месте проведения принималось на встрече владельцев клубов лиги. В марте 2020 года НФЛ и Ассоциация игроков НФЛ договорились расширить регулярный сезон с 16 до 17 игр, начиная с сезона 2021 года, тем самым перенеся дату проведения Супербоула на одну неделю вперёд. В результате этого дата проведения Супербоул LVIII (11 февраля 2024 года) совпала с празднованием Марди Гра в Новом Орлеане. Чтобы избежать двух одновременных событий, 14 октября 2020 года НФЛ объявила, что Новый Орлеан примет Супербоул LIX (9 февраля 2025), а затем 15 декабря 2021 года объявила, что новым местом проведения Супербоула LVIII был выбран стадион «Эллиджент Стэдиум».

### Логотип
Официальный логотип был представлен 13 февраля 2023 года и был выполнен в стиле который стал применяться с Супербоула LVI. 
Он включал традиционные римские цифры на которых были изображены изображения принимающего города(в данном случае Лас-Вегас-Стрип на LV и знак Лас-Вегаса на III). Цифры также были наклонены внутрь, чтобы напоминать архитектуру таких отель-казино, как Bellagio и Винн Лас-Вегас.

## Судейская бригада
Супербоул LVIII обслуживали семь официальных лиц в поле, судья видеоповтора и его ассистент. Для рефери Билла Винович это был третий Супербоул в его карьере. А для даун джаджа Марка Перлмана и филд джадж Тома Хилла эта игра стала последней в их карьерах продолжительностью 23 и 25 лет соответственно. Ампайр Терри Килленс, ранее выступавший в НФЛ как игрок на позиции лайнбекер, стал первым человеком, который принял участие в Супербоуле и как игрок и как судья (он играл за Теннесси Тайтенс в Супербоуле XXXIV).

| На поле - Рефери — Билл Винович. - Ампайр — Терри Килленс. - Даун джадж — Марк Перлман. - Лайн джадж — Джефф Бергман. - Филд джадж — Том Хилл. - Сайд Джадж — Аллен Бэйнс. - Бэк джадж — Брэд Фриман. | Вне поля - Реплей офишел — Майк Чейз. - Ассистент реплей офишела — Джек Персампайр. |

## Медиа и шоу

### Развлекательные мероприятия
18 января 2024 года НФЛ объявила имена исполнителей предматчевых песен и гимна США. Рэпер Post Malone исполнил песню «America the Beautiful», а певица R&B Андра Дэй песню «Lift Every Voice and Sing». Обе песни дублировались на американском языке жестов (ASL) актрисой Анхель Пиньеро. Кантри-певица Реба Макинтайр исполнила «национальный гимн США (Знамя, усыпанное звёздами)», перевод которого на ASL выполнил актёр Дэниела Дюранта.
В качестве почётных капитанов во время церемонии подбрасывания монеты НФЛ пригласила игроков и тренеров из средней школы Lahainaluna High School в Лахайне, Гавайи. Лахайна была одной из насёленных пунктов, серьёзно пострадавших во время лесных пожаров на Гавайях в 2023 году.

### Шоу в перерыве
В перерыве матча выступил R&B и поп-певец Ашер, о чём было объявлено 24 сентября 2023 года.
Он исполнил следующие песни: Caught Up, U Don't Have to Call, Love in This Club, Confessions Part II, Nice & Slow, Burn, U Got It Bad, OMG и Yeah! (с вставками Freek-a-Leek Пити Пабло и Get Low Лила Джона).